# Corregimiento de Cuyo
La provincia de Cuyo o corregimiento de Cuyo fue una división territorial del Imperio español de la cual derivan las actuales provincias argentinas de Mendoza, San Juan y San Luis, además de Villa Dolores y todo el departamento San Javier, que pertenecía a esta última provincia hasta mediados del siglo XIX. Formó parte de la capitanía general de Chile desde su creación en 1568 hasta 1776, cuando fue incluido en el nuevo virreinato del Río de la Plata. Debido a la ejecución de la ordenanza de intendentes de 1782, el corregimiento fue disuelto en 1784 e incorporado a la intendencia de Córdoba del Tucumán. 
La región sirvió de fuente de indígenas encomendados (principalmente huarpes), trasladados de manera forzosa a la ciudad de Santiago de Chile. Judicialmente el corregimiento de Cuyo perteneció al distrito de la Real Audiencia de Chile desde 1565 y 1575 (primera existencia) y desde 1609 hasta su extinción.

## Corregidores
El capitán general de Chile designaba al corregidor y justicia mayor y les confería mando militar como maestre de campo de milicias y lugarteniente de capitán general de la provincia de Cuyo y sus ciudades y cabo y gobernador de todas las compañías de caballería e infantería y gente militar. En algunos casos la designación fue directamente del rey de España.
La sede del corregidor fue la ciudad de Mendoza, pero en algunas épocas lo fue San Juan. Para cada una de las dos ciudades en donde el corregidor no residía designaba un lugarteniente de corregidor, justicia mayor, cabo y gobernador de las armas.
El primer corregidor de Cuyo fue Alonso Jeso de Carvajal en 1568.

## Historia

### Antecedentes
La región de Cuyo estaba dentro de la gobernación de Nueva Andalucía creada el 21 de mayo de 1534 por Carlos V para Pedro de Mendoza. Quedó luego incluida dentro de la gobernación de Nueva Extremadura creada por Pedro de Valdivia el 11 de julio de 1541, que se extendía 150 leguas desde la costa del océano Pacífico a partir del paralelo 27° S, confirmada por Carlos V en 1552.
Los primeros españoles que ingresaron en el actual territorio mendocino lo hicieron en 1551 a las órdenes de Francisco de Villagra, quien descendió desde el Perú por la ruta del Tucumán con el objetivo de unirse a Pedro de Valdivia en Chile.
El 2 de marzo de 1561 el capitán Pedro del Castillo fundó la ciudad de Mendoza del Nuevo Valle de La Rioja, dándole el nombre del gobernador de Chile, García Hurtado de Mendoza.
Otra expedición al mando del capitán general Juan Jufré de Loayza, enviada por Villagra el sucesor de García Hurtado de Mendoza en la gobernación de Chile, traslada la ciudad a la margen izquierda del río a "dos tiros de arcabuz" al sudoeste, el 28 de marzo de 1562, rebautizándola Ciudad de la Resurrección en la Provincia de los Huarpes, pero perduró su nombre original.
El 13 de junio de 1562 Juan Jufré de Loayza fundó San Juan de la Frontera, en el valle de Tucuna, por orden de Francisco de Villagra, capitán general de Chile.

### Desde la creación del corregimiento
El corregimiento de Cuyo dependiente de la capitanía general de Chile fue creado en 1568 por la Real Audiencia de Concepción, que gobernó interinamente Chile entre agosto de 1567 y agosto de 1568. Fue uno de los once corregimientos creados en esa ocasión. 
Aunque se ha perdido su acta fundacional, se cree que la ciudad de San Luis fue fundada el 25 de agosto de 1594 por Luis Jufré de Loaysa y Meneses, teniente corregidor de Cuyo. En 1596, después de haber sido abandonada, Martín García Oñez de Loyola, capitán general de Chile, mandó fundarla nuevamente. Entonces la ciudad recibió el nombre de San Luis de Loyola Nueva Medina de Río Seco.
El 25 de junio de 1751 el maestre de campo Juan de Echegaray fundó San José de Jachal con jurisdicción sobre los valles de Calingasta, Iglesia, Mogna, Ampacama y Bermejo, pero no bajo la dependencia del corregimiento sino que de la Real Junta de Poblaciones de Chile que presidía el gobernador y capitán general. Echegaray y sus sucesor Juan Gregorio Bustamante (dese 1760) llevaban el título de justicia mayor y superintendente de los pueblos de la jurisdicción de Jáchal. El pueblo fue reconocido como villa por la Junta de Poblaciones el 14 de abril de 1752, pero no se le dotó de cabildo. La villa fue integrada al corregimiento en 1778.
En 1753 fue fundado el pueblo de indios de Mogna. En 1768 fueron expulsados los jesuitas del corregimiento. Para detener el avance pehuenche se erigió el fuerte San Carlos (5 de febrero de 1770). En 1772 al crecer la población alrededor del fuerte se fundó la Villa San Carlos en Valle de Uco.
Pedro Pablo Quiroga fundó San Agustín de Valle Fértil el 18 de abril de 1776 por orden la Junta de Poblaciones de Chile, fundación que fue confirmada en 1788 por el marqués de Sobremonte.
El 1 de agosto de 1776, el corregimiento de Cuyo pasó a ser una de las partes constituyentes del Virreinato del Río de la Plata y de la intendencia de Tucumán. El virrey Pedro de Ceballos designó corregidor, justicia mayor y teniente de capitán general el 2 de junio de 1778 a Jacinto de Camargo y Loayza. Le sucedió el último corregidor de Cuyo, el capitán del Regimiento de Dragones de Buenos Aires Pedro Ximénez Castellanos, nombrado interinamente por el virrey Juan José de Vértiz y Salcedo el 23 de mayo de 1782.
El corregimiento debió constituirse desde en 1782 en la intendencia de Cuyo, pero no llegó a implementarse el cambio, y desde 1784 fue parte de la intendencia de Córdoba del Tucumán.

## Límites

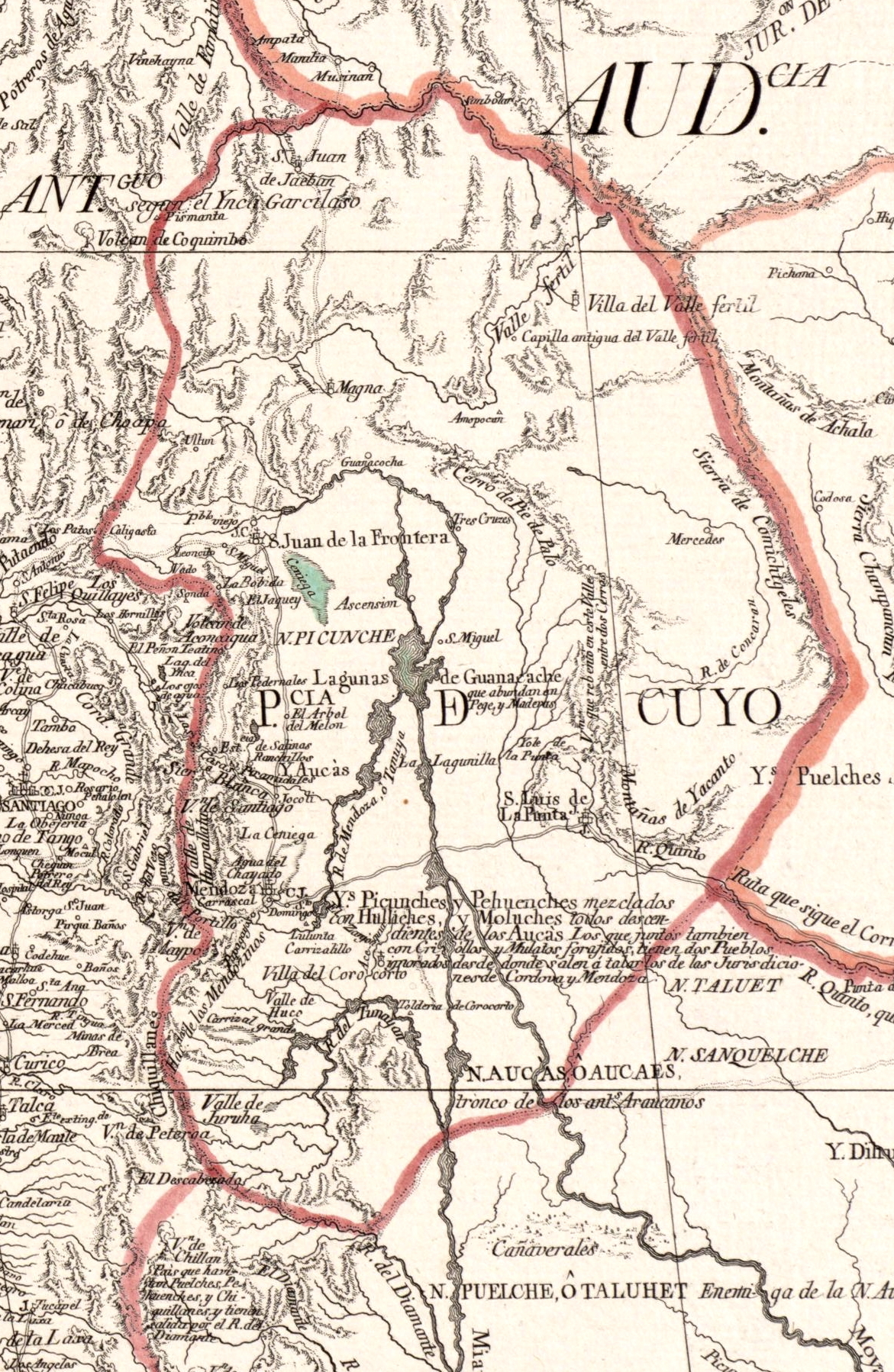
Provincia de Cuyo en el Reino de Chile según Juan de la Cruz Cano y Olmedilla, año 1775.

En el siglo XIX historiadores argentinos, particularmente de Mendoza, situaron a la Patagonia como parte del corregimiento de Cuyo, y por consiguiente la consideraron como transferida con él en 1776, algo que otra parte de la historiografía argentina niega al considerarla parte de los dominios de Buenos Aires. Estos postulados son rechazados por la historiografía tradicional chilena, según la cual las áreas bajo dominio cuyano no pasaron más al sur del río Diamante desde la fundación de Mendoza, y los territorios al sur de este río y del Quinto continuaron perteneciendo a Chile.
La Junta de Poblaciones del Reino de Chile en un auto de 20 de septiembre de 1752 señaló los límites correspondientes al corregimiento de Cuyo:

Cap. I — Primeramente empezando por lo mas oriental del Reyno que es la vasta Provincia de Cuyo que parte términos con las de Tucuman y Rio de la Plata y tierras Magallánicas y por el poniente la divide la gran cordillera nevada en virtud de lo determinado desde el dia 12 de mayo de 1745 en el capítulo 12 de la Junta General de f. 68, cuaderno primero, y en atención á la mayor necesidad y precisión que han espuesto los Señores de esta, particularmente al ilustrísimo Sr. Obispo en el suyo (...)

| Noroeste: Corregimiento de Coquimbo |                   | Nordeste: Gobernación del Tucumán     |
| Oeste: Cordillera de los Andes      |                   | Este: Gobernación del Río de la Plata |
|                                     | Sur: Río Diamante | Sureste: Tierras Magallánicas         |